# Don DeLillo
Don DeLillo, né le 20 novembre 1936 dans le quartier du Bronx à New York, est un écrivain américain. Auteur de nouvelles, de pièces de théâtre, de scénarios, et d'articles, il est surtout célèbre pour ses romans. L'œuvre de Don DeLillo est associée par une partie de la critique littéraire au courant post-moderne. 
Son œuvre romanesque est parcourue par un certain nombre de thèmes récurrents tels que l'angoisse de la mort, et la fascination pour l'image, le film et le langage. Don DeLillo est un des écrivains américains contemporains les plus influents et les plus commentés.

## Biographie
Donald Richard DeLillo est né dans le Bronx en 1936 de parents émigrés italiens originaires des Abruzzes. Dans les interviews qu'il a accordées, il revient assez souvent sur l'importance qu'a pu avoir le catholicisme sur sa sensibilité intellectuelle et artistique. Il rapproche ainsi les rituels catholiques de son intérêt pour la religion qu'il décrit comme « une discipline et un spectacle, une chose conduisant les gens à un comportement extrême. Noble, violente, déprimante, belle ».
Étudiant à l'université jésuite Fordham, il n'y étudie « pas grand-chose » et se spécialise en « arts de la communication ». Il prend ensuite un travail dans la publicité, faute d'avoir trouvé quelque chose dans l'édition. Il publie parallèlement quelques nouvelles dans lesquelles l'influence du cinéma européen, et en particulier celle de Jean-Luc Godard, est très sensible. Il quitte son poste en 1964. Il ne cherchait pas, dit-il, à se consacrer à l'écriture, mais simplement à ne plus travailler.
En 1971 paraît son premier roman, Americana. Le personnage principal est un cadre jeune et beau travaillant à la télévision, David Bell. Celui-ci semble promis à un brillant avenir, cependant, à l'occasion d'un voyage professionnel au cœur de l'Amérique, il en vient à couper les liens avec sa société et entreprend de réaliser un projet personnel, œuvre cinématographique d'une infinie complexité. DeLillo utilise son expérience personnelle, bien davantage qu'il ne le fera dans ses romans ultérieurs. Cependant, certains thèmes repris au cours de ceux-ci sont déjà abordés – ainsi l'idée d'une quête existentielle, notamment dans End Zone (1972) et Great Jones Street (1973), ses deux romans suivants.

## Œuvres

### Romans
- Americana, Actes Sud, 1992 ((en) Americana, 1971), trad. Marianne Véron
- End Zone, Actes Sud, 2023 ((en) End Zone, 1972), trad. Francis Kerline, 272 p.  (ISBN 978-2-330-17742-3)
- Great Jones Street, Actes Sud, 2011 ((en) Great Jones Street, 1973), trad. Marianne Véron
- L'Étoile de Ratner, Actes Sud, 1996 ((en) Ratner's Star, 1976), trad. Marianne Véron
- Joueurs, Actes Sud, 1993 ((en) Players, 1977), trad. Marianne Véron
- Chien galeux, Actes Sud, 1991 ((en) Running Dog, 1978), trad. Marianne Véron
- (en) Amazons, 1980Sous le nom de Cleo Birdwell.
- Les Noms, Actes Sud, 1990 ((en) The Names, 1982), trad. Marianne Véron
- Bruit de fond, Stock, 1986 ((en) White Noise, 1985), trad. Michel Courtois-Fourcy
- Libra, Stock, 1989 ((en) Libra, 1988), trad. Michel Courtois-Fourcy
- Mao II, Actes Sud, 1993 ((en) Mao II, 1991), trad. Marianne Véron
- Outremonde, Actes Sud, 1999 ((en) Underworld, 1997), trad. Marianne Véron
- Body Art, Actes Sud, 2001 ((en) The Body Artist, 2001), trad. Marianne Véron
- Cosmopolis, Actes Sud, 2003 ((en) Cosmopolis, 2003), trad. Marianne Véron
- L'Homme qui tombe, Actes Sud, 2008 ((en) Falling Man, 2007), trad. Marianne Véron
- Point Oméga, Actes Sud, 2010 ((en) Point Omega, 2010), trad. Marianne Véron
- Zero K, Actes Sud, 2017 ((en) Zero K, 2016), trad. Francis Kerline, 298 p.  (ISBN 978-2-330-08156-0)
- Le Silence, Actes Sud, 2021 ((en) The Silence, 2020), trad. Sabrina Duncan, 112 p.  (ISBN 978-2-330-14930-7)

### Recueil de nouvelles
- L’Ange Esmeralda, Actes Sud, 2013 ((en) The Angel Esmeralda: Nine Stories, 2011), trad. Marianne Véron

### Pièces de théâtre
- La Salle de jour, Actes Sud Papiers, 2018 (The Day Room, première représentation en 1986), traduit par Adélaïde Pralon
- Valparaiso, Actes Sud Papiers, 2001 (Valparaiso, première représentation en 1999), traduit par Dominique Hollier
- Cœur-saignant-d’amour, Actes Sud Papiers, 2006 (Love-Lies-Bleeding, première représentation en 2005), traduit par Dominique Hollier
- Le Mot pour dire neige, Actes Sud Papiers, 2018 (The Word for Snow, première représentation en 2007), traduit par Adélaïde Pralon

Les pièces ont été produites par le American Repertory Theatre à Cambridge dans le Massachusetts. DeLillo a aussi publié de nombreux essais et nouvelles.

### Entretiens
- Conversations with Don Delillo (University Press of Mississippi, 2005)

### Articles
- (en) « The Power of History », The New York Times Book Review, 1997
- (en) « In the Ruins of the Future », The Guardian, 22 décembre 2001.